# Révolution malgache
 (octobre 2023).
La mise en forme du texte ne suit pas les recommandations de Wikipédia : il faut le « wikifier ».
Les points d'amélioration suivants sont les cas les plus fréquents :
- Les titres sont pré-formatés par le logiciel. Ils ne sont ni en capitales, ni en gras.
- Le texte ne doit pas être écrit en capitales (les noms de famille non plus), ni en gras, ni en italique, ni en « petit »…
- Le gras n'est utilisé que pour surligner le titre de l'article dans l'introduction, une seule fois.
- L'italique est rarement utilisé : mots en langue étrangère, titres d'œuvres, noms de bateaux, etc.
- Les citations ne sont pas en italique mais en corps de texte normal. Elles sont entourées par des guillemets français : « et ».
- Les listes à puces sont à éviter, des paragraphes rédigés étant largement préférés. Les tableaux sont à réserver à la présentation de données structurées (résultats, etc.).
- Les appels de note de bas de page (petits chiffres en exposant, introduits par l'outil «  Source ») sont à placer entre la fin de phrase et le point final[comme ça].
- Les liens internes (vers d'autres articles de Wikipédia) sont à choisir avec parcimonie. Créez des liens vers des articles approfondissant le sujet. Les termes génériques sans rapport avec le sujet sont à éviter, ainsi que les répétitions de liens vers un même terme.
- Les liens externes sont à placer uniquement dans une section « Liens externes », à la fin de l'article. Ces liens sont à choisir avec parcimonie suivant les règles définies. Si un lien sert de source à l'article, son insertion dans le texte est à faire par les notes de bas de page.
- La présentation des références doit suivre les conventions bibliographiques. Il est recommandé d'utiliser les modèles {{Ouvrage}}, {{Chapitre}}, {{Article}}, {{Lien web}} et/ou {{Bibliographie}}. Le mode d'édition visuel peut mettre en forme automatiquement les références.
- Insérer une infobox (cadre d'informations à droite) n'est pas obligatoire pour parachever la mise en page.

Pour une aide détaillée, merci de consulter Aide:Wikification.
Si vous pensez que ces points ont été résolus, vous pouvez retirer ce bandeau et améliorer la mise en forme d'un autre article.

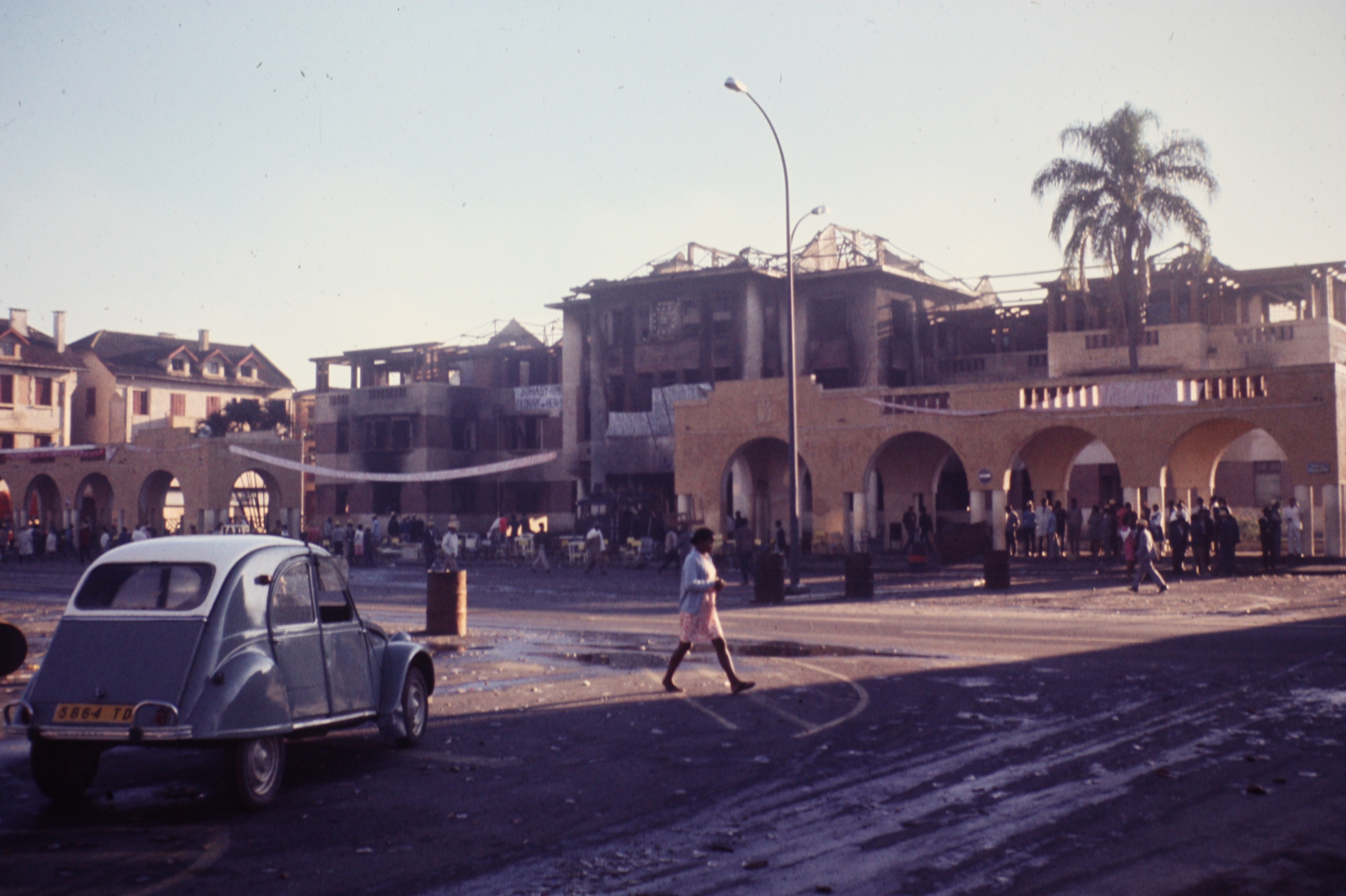
Des manifestants à Antananarivo ont incendié l'Hôtel de Ville en 1972.

La rotaka, ou la Révolution malgache, était une série de manifestations d'agriculteurs et d'étudiants à Madagascar entre avril 1971 et mai 1972 qui ont conduit à l'effondrement de la Première République malgache sous le président Philibert Tsiranana.

## Contexte
Madagascar a retrouvé son indépendance de la France en 1960. Le premier président du pays, Philibert Tsiranana, n'a pas été choisi lors d'élections ouvertes, mais a plutôt été nommé par le Sénat, au cours duquel le Parti socialiste démocrate (PSD), fortement pro-français, a dominé. Le PSD était une émanation du PADESM, un parti pro-français et pro-cotiers (peuples côtiers) formé en réaction à la création du MDRM en 1946 par les Merinas, dont beaucoup de côtiers craignaient qu'ils tentent de rétablir l'hégémonie merina qui existait sous le Royaume d'Imerina. Sous la direction de Tsiranana, l'influence française est restée toujours présente. En 1969, les étrangers contrôlaient 95 % du secteur industriel moderne et produisaient un quart de tous les produits agricoles exportés, bien qu’ils ne représentent qu’une infime fraction de la population. La vente de produits manufacturés était largement contrôlée par les populations sud-asiatiques, tandis que les entreprises d'import-export étaient propriété française. Bien que Madagascar ait connu une période de prospérité économique pendant une grande partie de la Première République, la fin des années 1960 a été marquée par une récession et une détérioration de la qualité de vie à Madagascar, en grande partie provoquées par les conditions économiques mondiales mais auxquelles la réponse de Tsiranana avait été inefficace et discrète.
La désapprobation populaire à l’égard du gouvernement Tsiranana commence à croître. Parmi ses critiques les plus virulents figure Monja Jaona, un homme politique Antandroy du parti MONIMA qui avait été maire de Toliara pendant deux ans (1959-1961) avant d'être chassés de leurs fonctions par la politique du pouvoir. Jaona avait depuis développé une image de figure d'opposition et de champion de l'homme ordinaire contre les politiques de plus en plus impopulaires du PSD, y compris les relations économiques et culturelles néocoloniales avec la France perpétuées par les élites politiques du PSD.
Au cours de la première décennie de domination du PSD sur la politique malgache, les membres du PSD se sont progressivement concentrés moins sur l'objectif commun d'empêcher une reprise du pouvoir Merina comme sous l'ancien Royaume de Madagascar, et davantage sur la maximisation de l'accès aux avantages politiques et financiers. pour leur groupe ethnique. En 1970, il y avait de fortes tensions au sein du PSD entre son alliance de membres du nord et de l'ouest - y compris le président du Tsimihety Tsiranana - et les membres de la partie sud de l'île, qui étaient relativement marginalisés et de plus en plus favorables au parti. Jaona. Pour neutraliser Jaona et écraser le parti MONIMA, le PSD a conçu un stratagème par lequel le ministre de l'Intérieur, André Resampa de la ville côtière occidentale de Morondava, a contacté Jaona le 10 mars 1971 pour l'exhorter à mener un mouvement pour renverser Tsiranana. L'action éventuelle de Jaona fournirait au PSD l'occasion d'arrêter le leader et d'autres personnalités clés du parti dans la « rébellion », qu'ils pourraient éviter avant qu'elle ne devienne suffisamment importante pour constituer une menace. Les conseillers de Tsiranana s'attendaient à ce que l'arrestation de Jaona démoralise et entraverait également les politiciens du PSD du sud et leurs circonscriptions, et cimenterait le contrôle du parti et de la politique du pays par le nord.

## Manifestations des agriculteurs (1971)
Jaona a incité les agriculteurs armés à manifester à Toliara début avril 1971. Le MONIMA a été dissoute par décret officiel le 3 avril 1971. Le 6 avril, Tsiranana prononce un discours à la radio où il impute à Jaona l'effusion de sang résultant des affrontements entre la police et les manifestants armés, et l'accuse d'être communiste. Jaona niera, se déclarant nationaliste depuis le jour de sa naissance. Le 12 mai, Tsiranana et six ministres, dont Resampa, sont venus à Toliara pour rencontrer Jaona ; le leader du MONIMA n'a accepté de parler avec le président que si la conversation pouvait avoir lieu en langue malgache plutôt qu'en français, terme accepté par Tsiranana. Jaona a déclaré qu'il cherchait un moyen de travailler en harmonie avec le président et a été libéré de prison.
Même si la protestation a été rapidement déjouée et la MONIMA dissoute, les efforts de Jaona ont eu un impact significatif sur l'opinion publique de Tsiranana. L'image que le peuple malgache avait de son pays comme «moramora» (décontracté, doux) et de son premier président comme un leader raffiné avait été brisée par son écrasement violent de la protestation paysanne clairement inoffensive.

## Manifestations étudiantes (1971-1972)
Le 24 mars 1971, les étudiants de la Faculté de médecine d'Antananarivo ont lancé une manifestation pour exprimer le rejet populaire de la politique et de la répression de l'administration néocoloniale du président Tsiranana. La protestation s'est rapidement étendue pour inclure 5 000 étudiants dans de nombreux collèges de l'Université d'Antananarivo. Tsiranana a réagi en fermant temporairement l'université et en interdisant les réunions de nombreuses organisations étudiantes, tout en continuant à autoriser celle du groupe étudiant socialiste affilié au PSD. Les médias ont rapporté cette manifestation et celle qui s'est déroulée à Toliara, incitant les étudiants des lycées et collèges à lancer des manifestations de solidarité à partir du 19 avril. Un comité s'est formé composé d'étudiants, de médias, d'avocats et d'autres personnalités pour exiger des informations sur le statut des prisonniers envoyés à Nosy Lava, ce qui a abouti à la libération rapide des sudistes détenus dans la prison de l'île.
Le 24 avril 1972, des lycéens de la capitale Antananarivo ont manifesté en solidarité avec les étudiants en médecine de la ville pour soutenir la révision du programme scolaire de l'époque coloniale et le licenciement des enseignants français. Le 13 mai, les forces républicaines de sécurité ont tiré sur des étudiants manifestants à Antananarivo.

## Conséquences
En quelques jours, Tsiranana a annoncé sa démission et un gouvernement de transition a été mis en place sous la direction du général Gabriel Ramanantsoa.
Le groupe musical le plus populaire de Madagascar, Mahaleo, a été formé par des lycéens qui se sont produits lors des manifestations de leur école à Antsirabe.